# Полтавський завод медичного скла

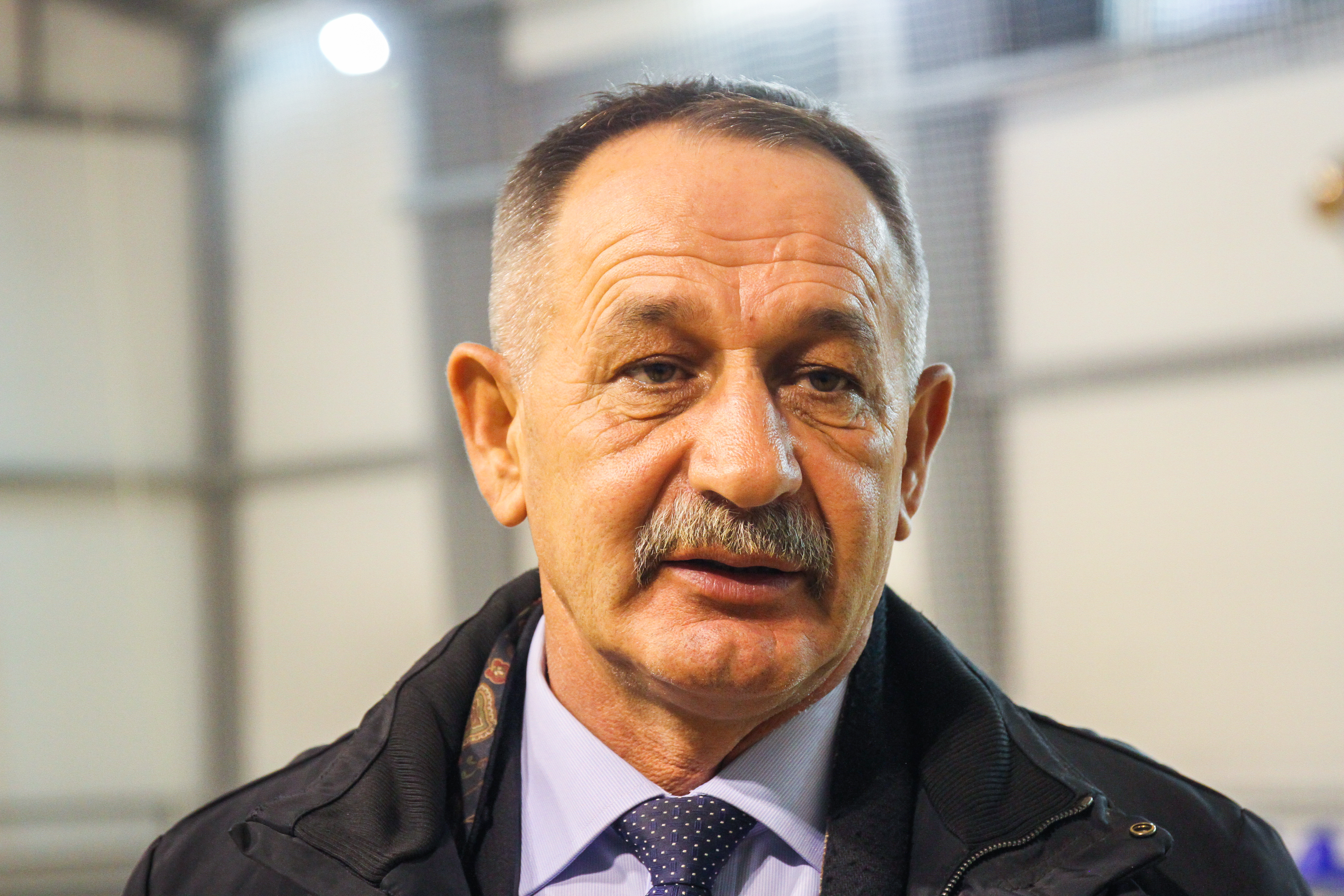
Голова ПАТ "Полтавський завод медичного скла" Олександр Кудацький

ВАТ «Полтавський завод медичного скла» — підприємство з високотехнологічного виробництва медичного скла марки УСП-1 першого гідролітичного класу, спеціалізується на виробництві склотрубки та виробів із неї; головний офіс міститься в місті Полтаві.

## Історія
У 1928 році в Харкові була заснована майстерня по виготовленню лабораторних і медичних виробів з привозного скла. Майстерня нараховувала 30 чоловік і виготовляла пробірки хімічні і лабораторні, піпетки, бутерометри і нескладні технічні термометри. У 1930 році майстерня з Харкова переведена до Полтави і перетворена на фабрику «Термометр». Фабрика випускала той самий асортимент продукції і також освоїла виробництво піскових годинників.
У 1936 році була проведена реконструкція фабрики: розширені виробничі площі, встановлена сучасніша вентиляція. На фабриці в той час вже працювало понад 300 чоловік. В період окупації Полтави фашистами фабрика була повністю зруйнована. В 1943 році після визволення міста на фабриці почалися відбудовні роботи, тому що її продукція була необхідна фронтовим шпиталям.
В 1947 році фабрика була перейменована на скляний завод, а через те що завод знаходився в зоні житлової забудови, шкідливе виробництво ртутних термометрів було припинено і завод перейшов до випуску ампул, медичної склотари, вимірювальних і лабораторних приладів.
В 1966 році частина заводу була переведена на новий майданчик по вулиці Європейська, після завершення першої черги будівництва. Вперше в Україні була введена в дію скловарна піч прямого нагріву і основна маса продукції почала вироблятися із склодроту власного виробництва.
В 1978 році було завершено будівництво другої черги заводу і завод почав працювати на одному промисловому майданчику за адресою: вул. Європейська, 158, де і знаходиться по теперішній час.
У 1986 році утворено виробниче об'єднання «Полтавмедскло», головним підприємством якого став Полтавський завод медичного скла. У 1987 році освоєно серійний випуск мініатюрного рідинного розпилювача «Мінікрон» та інші. Утворена дільниця лиття із пластмас у цеху № 3.
В 1996 році в результаті реорганізації державної власності Полтавський завод медичного скла був перетворений у Відкрите акціонерне товариство «Полтавський завод медичного скла».